# Lhuna
«Lhuna» es una sencillo de caridad lanzado por la banda inglesa Coldplay junto a la cantante australiana Kylie Minogue.

## Lanzamiento
Esta canción fue grabada durante la sesión del álbum Viva la Vida or Death and All His Friends, pero nunca se incluyó como parte del álbum. Cuando comenzaron a preguntar que por qué la canción no aparece en el álbum, Chris Martin dijo que fue demasiado "sexy". Más tarde, se esperaba que la canción apareciera en Prospekt's March, un EP de Coldplay, pero esto no se hizo. Finalmente fue lanzada el primero de diciembre del año 2008, como sencillo de caridad para el Día Mundial de la Lucha contra el Sida.

## Lista de canciones
| Descarga Digital |         |          |  |
| N.º              | Título  | Duración |  |
| 1.               | «Lhuna» | 4:44     |  |

- Datos: Q2901711